# Pipino de Italia

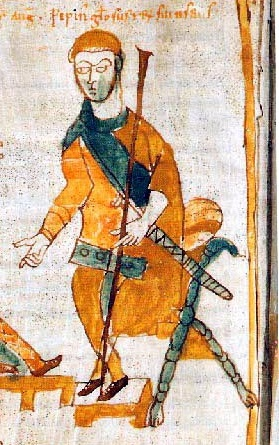
Pipino de Italia

Pipino de Italia (777-8 de julio de 810), fue rey de Italia bajo la tutela de su padre Carlomagno desde 781 hasta su muerte.

## Biografía
Pipino fue el tercer hijo de Carlomagno (segundo de su unión con Ildegarda). A su nacimiento le fue impuesto el nombre de Carlomán, pero cuando su hermano Pipino el Jorobado traicionó a su padre, el nombre real de Pipino le fue concedido a él. Fue nominado rey de Italia después de la victoria de su padre sobre los longobardos en 781 siendo coronado por el papa Adriano I con la Corona Férrea.
Fue un gobernante activo en Italia y trabajó por expandir el imperio franco. En 788-789 se apoderó de forma estable de Istria y en 791 participó en la guerras de los francos contra los ávaros, conduciendo a su ejército en el valle del Drava y saqueando la llanura panónica, mientras su padre marchaba, siguiendo el curso del Danubio, sobre el territorio de los ávaros. Carlomagno fue obligado a abandonar esta empresa para hacer frente a la insurrección sajona de 792. Pipino y el duque Erico de Friul continuaron de todas formas atacando las fortificaciones de los ávaros construidos en forma de anillo. El gran Anillo de los ávaros, la fortaleza principal fue expugnada en dos ocasiones, y el botín fue enviada a la corte de Carlomagno en Aquisgrán siendo distribuido entre todos sus secuaces e incluso entre los gobernantes extranjeros, incluido el rey Offa de Mercia.
La actividad de Pipino incluyó también un ataque a la laguna de Venecia, que era formalmente bizantina, existiendo dos versiones sobre la muerte de Pipino y la derrota de los francos. La historiografía veneciana narra que Pipino construyó una flota para efectuar la conquista, pero los venecianos retirándose a las islas más interiores (como la de Rivo Altus), esperaron que las naves francas encallasen en los bancos de la laguna para después atacarlos con pequeñas y ligeras embarcaciones, incendiando la flota franca y obligándoles a retirarse, posteriormente Pipino enfermó a causa de los numerosos pantanos muriendo poco después. La historiografía francesa, en cambio, narra que Pipino, una vez conquistada la laguna y puesta bajo su control a la población local decidió volver a Francia, cuando intervino la flota bizantina rodeando a la flota franca y obligándola huir, no obstante, Pipino enfermó y murió pocas semanas después.
Pipino se había casado con Berta, hija del conde Guillermo I de Tolosa, matrimonio del que nacieron cinco hijas (Adelaida, Atala, Gundrada, Berta y Tetrada), nacidas todas, excepto la mayor, entre el año 800 y su muerte. Para Pipino estaba destinado un tercio del imperio de su padre, pero murió antes que él. La corona de Italia pasó a su hijo ilegítimo, Bernardo, pero el imperio recayó en hermano más joven de Pipino, Ludovico Pío.